# 8749 Beatles
8749 Beatles este o planetă minoră (asteroid), cu un diametru de 3,642 km, din centura de asteroizi. A fost descoperită pe 3 aprilie 1998 la Observatorul Reedy Creek de John Broughton⁠(d) și a fost numită după The Beatles. 
Obiectul prezintă o orbită caracterizată de o semiaxă mare de 2,2543729 UAi, o excentricitate de 0,1887, o înclinație de 3,36402 ° în raport cu ecliptica.